# Parafia Miłosierdzia Bożego w Kudowie-Zdroju
Parafia Miłosierdzia Bożego w Kudowie-Zdroju – parafia rzymskokatolicka należąca do dekanatu Kudowa-Zdrój diecezji świdnickiej. Była erygowana w 1972. Obecnym proboszczem, który zastąpił ks. Kazimierz Marchaja po jego dejściu na emeryturę jest od połowy lipca ks.Daniel Słowik.